# Alfonso Traina
Alfonso Traina (Palermo, 24 giugno 1925 – Bologna, 18 settembre 2019) è stato un latinista, filologo classico e traduttore italiano, professore emerito di letteratura latina dell'Università di Bologna, membro dell'Accademia dei Lincei e dell'Accademia Nazionale Virgiliana, nonché socio onorario dell'Accademia Pascoliana.

## Biografia
Nella sua lunga carriera di latinista e docente universitario si interessò in particolar modo di Seneca, con la monografia Lo stile drammatico del filosofo Seneca (1974) e con varie traduzioni, nonché di poeti dell'età repubblicana come Catullo, Orazio e Virgilio: di quest'ultimo, oltre alla traduzione delle Bucoliche (2012), sono rilevanti alcune sue interpretazioni, come quella degli ultimi due versi della prima bucolica o l'analisi della pietas nel XII libro dell'Eneide. Importanti, inoltre, gli studi sul latino arcaico di Livio Andronico (insieme a una versione espressionista dell'Odissea, Vortit barbare, pubblicata nel 1970), e la sua traduzione dei frammenti superstiti di Sesto Turpilio (2013).
Alfonso Traina fu uno dei primi latinisti italiani ad occuparsi della produzione latina di autori moderni, studio che culminò nei cinque volumi di Poeti latini (e neolatini): su tutti, Giovanni Pascoli, al quale egli dedicò larga parte della propria attività scientifica, col Saggio sul latino del Pascoli (1961) e con edizioni e traduzioni di molte delle opere latine del poeta.
Traina pubblicò anche diverse opere didattiche, come la Morfologia latina (con Luciano Pasqualini), la Sintassi normativa della lingua latina (1965-66; con Tullio Bertotti) e la Propedeutica al latino universitario (1971-72, con Giorgio Bernardi Perini); da ricordare anche i suoi saggi L'alfabeto e la pronunzia del latino (1957) e Forma e suono (1977).
Nel 1999 vinse il Praemium Classicum Clavarense.
Muore a Bologna nel 2019.

## Opere
- Esegesi e sintassi. Studi di sintassi latina, Padova, Liviana, 1955.
- L'alfabeto e la pronunzia del latino, Bologna, R. Patron, 1957.
- Comoedia. Antologia della palliata, Padova, CEDAM, 1960.
- Saggio sul latino del Pascoli, Padova, Antenore, 1961.
- con Tullio Bertotti, Sintassi normativa della lingua latina, Bologna, Cappelli, 2003 [3 voll. 1965-1966].
- G. Pascoli, Pomponia Graecina, Introduzione, traduzione e note esegetiche a cura di A. Traina, Bologna, R. Patron, 1967.
- G. Pascoli, Saturae, Introduzione, testo, commento e appendice a cura di A. Traina, Firenze, La Nuova Italia, 1968.
- F. Stolz (e altri), Storia della lingua latina, traduzione di Carlo Benedikter, introduzione e note di A. Traina, Bologna, R. Patron, 1968.
- Vortit barbare. Le traduzioni poetiche da Livio Andronico a Cicerone, Roma, Edizioni dell'Ateneo, 1970.
- Seneca, La brevità della vita, Commento di A. Traina, Torino, E. Loescher, 1970.
- con Luciano Pasqualini, Morfologia latina, Bologna, Cappelli, 1985 [1970].
- con Giorgio Bernardi Perini, Propedeutica al latino universitario, a cura di Claudio Marangoni, Bologna, R. Patron, 1998 [2 voll. 1971-1972].
- Il latino del Pascoli. Saggio sul bilinguismo poetico, Firenze, Le Monnier, 1971.
- Lo stile "drammatico" del filosofo Seneca, Bologna, R. Patron, 1974.
- Poeti latini (e neolatini). Note e saggi filologici, 5 voll., Bologna, R. Patron, 1975-98.
- Seneca. Letture critiche, a cura di A. Traina, Milano, Mursia, 1976.
- Forma e suono, Roma, Edizioni dell'Ateneo & Bizzarri, 1977.
- G. Pascoli, Reditus Augusti, Introduzione, testo, commento e appendice a cura di A. Traina, Firenze, La Nuova Italia, 1978.
- G.B. Pighi, Scritti pascoliani, a cura di A. Traina, Roma, Edizioni dell'Ateneo, 1980.
- Catullo, I canti, Introduzione e note di A. Traina, Traduzione di Enzo Mandruzzato, Milano, Rizzoli, 1982.
- Seneca, Fedra, Traduzione di A. Traina, Siracusa, Istituto nazionale del dramma antico, 1983.
- G. Pascoli. Poemi cristiani, Introduzione e commento di Alfonso Traina, Traduzione di Enzo Mandruzzato, Milano, Rizzoli, 1984.
- G. Pascoli. Thallusa, Introduzione, testo, traduzione e commento a cura di A. Traina, Bologna, R. Patron, 1984.
- Adolfo Gandiglio. Un "grammatico" tra due mondi, Bologna, R. Patron, 1985.
- Orazio, Odi e Epodi, Introduzione di A. Traina. Traduzione e note di Enzo Mandruzzato, Milano, Rizzoli, 1985.
- Supplementum Morelianum, Bologna, R. Patron, 1986 (con Monica Bini).
- Seneca, Le consolazioni. A Marcia; Alla madre Elvia; A Polibio, Introduzione, traduzione e note di A. Traina, Milano, Rizzoli, 1987.
- G. Albini, Carmina inedita, a cura di A. Traina, Bologna, CLUEB, 1988.
- Seneca, Medea; Fedra, Premessa al testo, introduzione e note di Giuseppe Giliberto Biondi, Traduzione di A. Traina, Milano, Rizzoli, 1989.
- G. Pascoli, Giugurta (Iugurtha), a cura di A. Traina, Venezia, Marsilio, 1990.
- Autoritratto di un poeta, Venosa, Osanna, 1993.
- Seneca, La brevità della vita, Introduzione, traduzione e note di A. Traina, Milano, Rizzoli, 1993.
- Appendix Pascoliana, a cura di A. Traina e Patrizia Paradisi, Bologna, R. Patron, 1993.
- G. Pascoli, Storie di Roma, Introduzione e note di A. Traina, Traduzione di Paolo Ferratini, Milano, Rizzoli, 1994.
- Virgilio. L'utopia e la storia. Il libro XII dell'Eneide e antologia delle opere, Torino, E. Loescher, 1997.
- Seneca, La provvidenza, Introduzione, testo, traduzione e note a cura di A. Traina, Milano, Rizzoli, 1997.
- Attis: l'ambiguo sesso. Lettura catulliana, Padova, Imprimitur, 1997.
- L'avvocato di Dio. Colloquio sul «De providentia» di Seneca, a cura di A. Traina, Bologna, R. Patron, 1999.
- La lyra e la libra. Tra poeti e filologi, Bologna, R. Patron, 2003.
- Chiaroscuro. Versi e versioni, a cura di Ivo Iori, Parma, Monte Università Parma, 2010.
- Seneca lirico, Introduzione e traduzione di A.Traina, Chianciano Terme, Le Onde, 2011.
- Virgilio, Le bucoliche, Introduzione e commento di Andrea Cucchiarelli, Traduzione di A. Traina, Roma, Carocci, 2012.
- Il singhiozzo della tacchina e altri saggi pascoliani, Bologna, R. Patron, 2012.
- Sesto Turpilio, I frammenti delle commedie tradotti e annotati da A. Traina, Bologna, R. Patron, 2013.